# Kodiossou
Kodioussou est une localité du sud est de la Côte d'Ivoire, et appartenant au département d'Alépé, dans la Région de la mé. La localité de Kodioussou est un chef-lieu de commune qui bénéficie de l'adduction d'eau potable. Elle est connectée au réseau électrique national, et tous autres réseaux  cellulaires de MTN, Orange, MOOV.